# Gonomyia subaegina
Gonomyia subaegina là một loài ruồi trong họ Limoniidae. Chúng phân bố ở miền Australasia.